# Алфринк, Бернардус Йоханнес
Бернардус Йоханнес Алфринк (нидерл. Bernardus Johannes Alfrink; 5 июля 1900, Нейкерк, Гелдерланд, Нидерланды — 16 декабря 1987, Ниймеген, Нидерланды) — нидерландский кардинал. Титулярный архиепископ Тианы и коадъютор архиепархии Утрехта с 28 мая 1951 по 31 октября 1955. Апостольский администратор Утрехта с 8 сентября по 31 октября 1955. Архиепископ Утрехта с 31 октября 1955 по 6 декабря 1975. Военный викарий Голландии с 16 апреля 1957 по 6 декабря 1975. Кардинал-священник с 28 марта 1960, с титулом церкви Сан-Джоаккино-ай-Прати-ди-Кастелло с 31 марта 1960.
Участвовал в работе Второго Ватиканского собора.